# セルゲイ・アクサーコフ

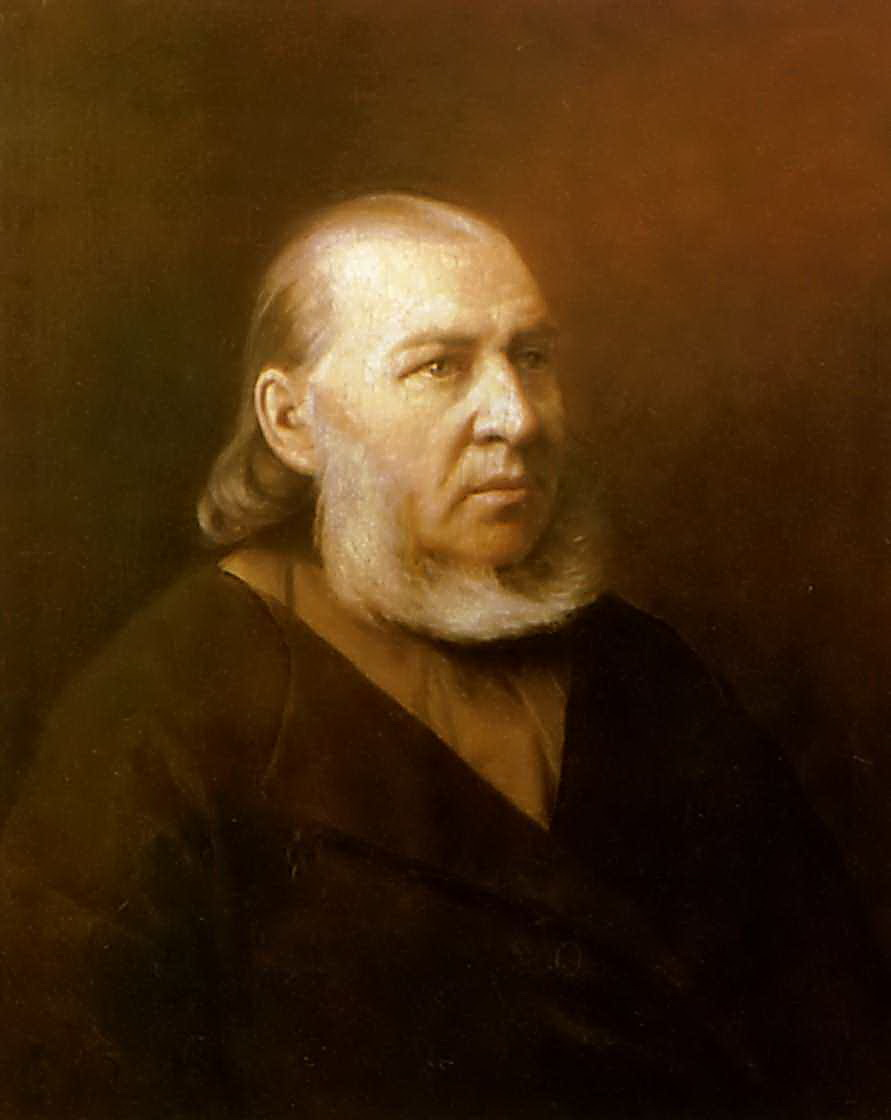
セルゲイ・アクサーコフ（Vasily Perov作）

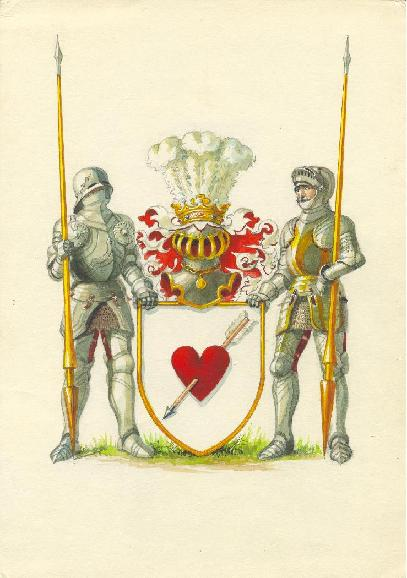
家族の記録

セルゲイ・アクサーコフ（英語:Sergey Timofeyevich Aksakov、ロシア語:Серге́й Тимофе́евич Акса́ков、1791年9月20日（グレゴリオ暦10月1日） -  1859年4月30日（グレゴリオ暦5月12日））は、ロシアの小説家。子供は評論家、詩人、スラブ主義者のコンスタンティン・アクサーコフとイヴァン・アクサーコフである。
1791年、バシコルトスタン共和国のウファに生まれ、カザン大学中退後、サンクトペテルブルク、モスクワに移る。1843年以降にニコライ・ゴーゴリ、イワン・ツルゲーネフをはじめ、作家や俳優と親交を深めるが、1859年にモスクワにて亡くなる。代表作は1856年に著した『家族の記録』である。